# Вълко Куртович
Вълко Куртович Чалъков, наричан „Малкия чорбаджи Вълко“, за да се отличава от „Големия чорбаджи Вълко“ – Вълко Теодорович Чалъков, негов братовчед.

## Биография
Вълко Куртович е известен търговец – джелепин и бегликчия, познат и добре приет в Цариград и султанския дворец. Бил уважаван член на българската православна община във Филибе и щедър дарител за православните духовни и просветни институти. Малкият чорбаджи Вълко Куртович е основал в Пловдив Св. Троичкото училище (днес Неделно училище към храм „Света Троица“), което съществува и сега, а неговите наследници през 1849  г., във връзка с народно-църковните борби го обърнали от гръцко на  българско. От правилника на училището „Света Троица“ в Пловдив от 1834 г., съхраняван в Пловдивската народна библиотека, се вижда, че курсът на обучение бил в рамките на три години, и че тамм са се гризили освен за просвещаването, но и за възпитанието, на предимно деца от бедни семейства. Забранено е били се да се приемат в него деца на богати граждани. От това итда да се се види, че основателят Вълко Куртович Чалъков, като истински родолюбив български радетел е обезпечил с лични средства издръжката му, за да даде просвета на бедните си съграждани. Едва през 1849 г. наследниците на Вълко Чалъков успели да превърнат училището в чисто българско, където първи български учители били Велю Цицелков и Георги Груев.
Храм-параклис „Свето Въведение Богородично“ в Пловдив е построен през 1829 г., за да обслужва богомолците по време на строежа на новата черква „Света Неделя“. Главен ктитор на параклиса е Вълко Куртович.
В началото на XIX в. църквата „Св. Константин и Елена“ в Пловдив е пред рухване. Копривщенецът Тодор Моравенов близо 20 години събира средства и през 1832 г. тя е построена наново след осигурен султански ферман от Големи Вълко. По техен пример Вълко Куртович осигурява необходимите пари към 1814 – 1816 г. С негова помощ и чрез нарастването на капитала на вложените пари, храм „Света Неделя“ през 1839  г. е издигнат наново.

## Семейство
Рада Чалъкова, сестра на Вълко Куртович Чалъков, е убита заедно с трите си деца от османските турци на празника Велики четвъртък – 15 април 1837 г. В двора на църквата „Света Троица“ в Пловдив са запазени надгробията на свещениците, служили в края на XIX и началото на XX в. Източно от олтара е погребана и Рада Чалъкова. За нея като за света мъченица Рада Пловдивска е писано по време на Възраждането.